# وکیل سپه اجیرلو
وکیل سپه اجیرلو (زادهٔ ۱۳۴۵ در پارس‌آباد) نمایندهٔ حوزهٔ انتخابیهٔ پارس‌آباد و بیله‌سوار در دورهٔ هشتم مجلس شورای اسلامی بوده‌است.